# Amaurospiza relicta
Amaurospiza relicta é uma espécie de ave da família Emberizidae.
É endémica do México.
Os seus habitats naturais são: florestas secas tropicais ou subtropicais e regiões subtropicais ou tropicais húmidas de alta altitude.
Está ameaçada por perda de habitat.